# Hans Lodeizen

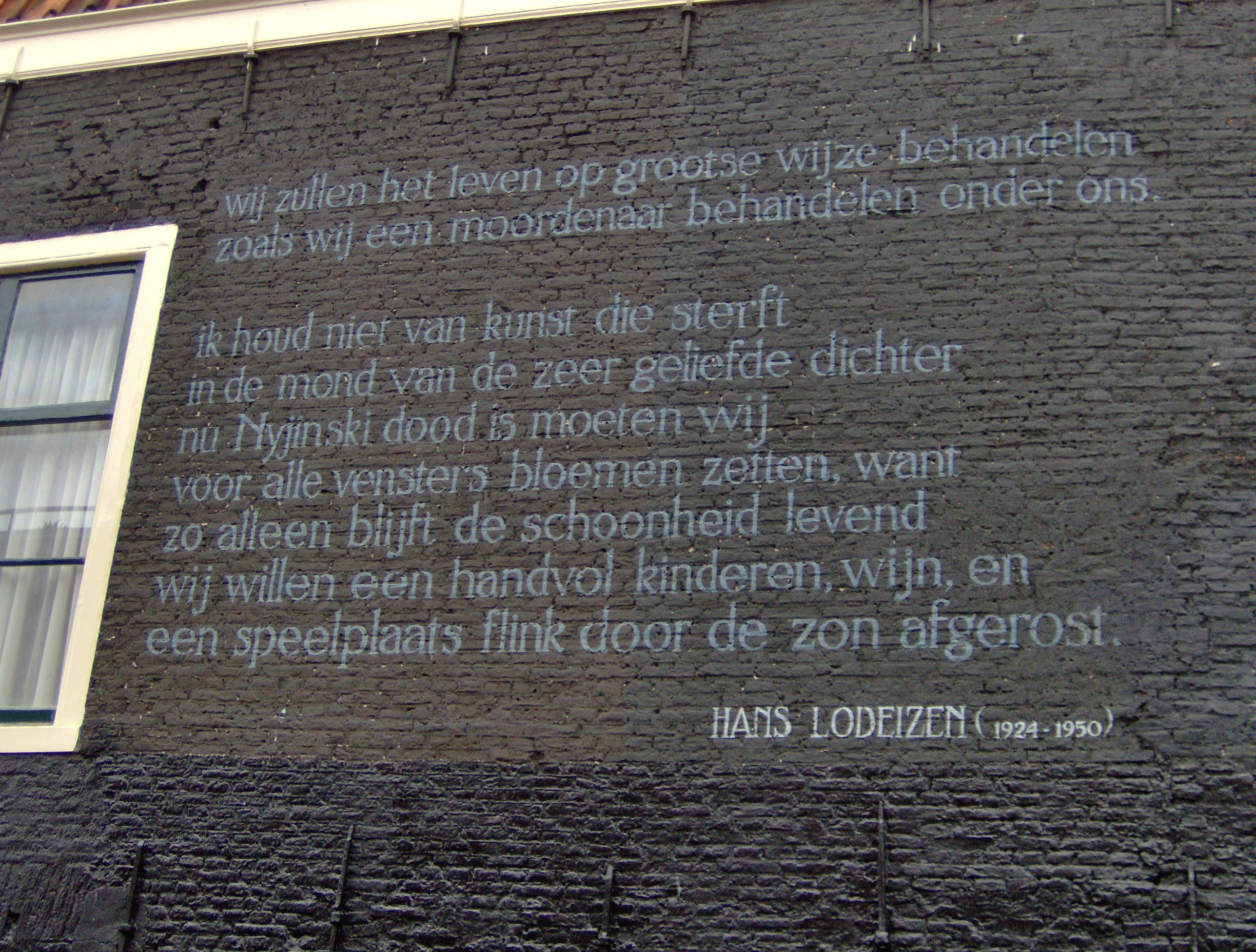
Poema en Leiden

Hans Lodeizen (Naarden, 1924-Lausana, 1950), nacido como Johannes August Frederik Lodeizen, fue un poeta holandés. Fue autor de un libro de poemas ( The Wallpaper Within , 1949) y de una cantidad de obras diversas. A pesar de su corta vida y su modesta producción, sus letras minimalistas, que generalmente se componen de líneas cortas, sin rima, sin mayúsculas ni puntuación, influyeron fuertemente en una generación de poetas holandeses de la posguerra, incluido Gerard Reve (que disfrutó de una correspondencia privada con el padre de Lodeizen, revelado en 2002 por el biógrafo holandés de Lodeizen).
Poesía de sueños, el autor encuentra su motivación en un deseo de escape de una sociedad en la que no encaja debido a su homosexualidad y a su leucemia.

## Primeros años y educación
Nacido en una familia influyente, Lodeizen se crio en grandes privilegios como hijo del director de Müller & Company, una empresa comercial internacional. Asistió al Liceo Het Haagsche y cuando reprobó el quinto curso se escapó. Estuvo fuera dos días, se quedó en Ámsterdam y Ede y escribió sonetos. Se graduó en 1943 y se ocultó para escapar de los trabajos forzados en la Alemania nazi.
A partir de 1946, Lodeizen estudió brevemente derecho en Leiden , pero se interesó por la biología y realizó estudios de posgrado en el Amherst College de Estados Unidos en 1947-1948. Allí se hizo amigo del poeta James Merrill quien, después de "enamorarse" de Lodeizen, lo describiría muchos años después como "inteligente, bondadoso, solitario, rubio, / todo en un grado inquietante". Lodeizen perdió interés en su programa de posgrado en biología y regresó a Europa para trabajar (de mala gana) para la empresa de su padre. Lodeizen era gay o bisexual; de joven había propuesto matrimonio a una mujer, pero su poesía habla de su amor y deseo por otros hombres. En 1948 fue arrestado por haber tenido relaciones sexuales con otro hombre, pero el dinero y la influencia de su padre probablemente impidieron el juicio. Su padre desaprobaba su vida de muchas maneras: Lodeizen quería escribir poesía, no estudiar derecho, y no quería entrar en el negocio familiar, pero al mismo tiempo deseaba desesperadamente la aprobación de su padre, mientras que su padre se negaba a aceptar su sexualidad. . Esta tensión es, además del amor romántico perdido y la naturaleza efímera del mundo, el tema más importante de su poesía. "ben ik nu werkelijk zo slecht" ( ¿Soy realmente tan malo? ) de Lodeizen cita las palabras de desaprobación de su padre: "wat jij me al niet in mijn leven / hebt aangedaan kan ik niet vergeten", todas las cosas que has hecho para Yo en mi vida, no puedo olvidarlos . Después de su muerte, cuando se iba a publicar el resto de la poesía, su padre quería que se eliminaran trece de los poemas de su hijo, aunque los editores los incluyeron.
Tras su diagnóstico de leucemia , pasó sus últimos meses sustentado por transfusiones de sangre en un sanatorio suizo. Tenía 26 años cuando murió.

## Publicaciones
En 1951, Lodeizen recibió el premio Jan Campert, de forma póstuma. Una selección de sus poemas se añadió a Het Innerlijk behang y se publicó en 1952, editada por JC Bloem , Jan Greshoff y Adriaan Morriën , como Gedichten. Otra selección, editada por Pierre H. Dubois y P. Berger y publicada en 1969 como Nagelaten werk, también incluía prosa. Estas publicaciones póstumas muestran más claramente hasta qué punto la homosexualidad de Lodeizen influyó en su poesía. En 1996 se publicó una obra completa, Verzamelde gedichten van Lodeizen, editada por  WJ van den Akker et al., con introducción, notas e índice.
Los poemas de Lodeizen han sido traducidos al inglés por James Brockway y James Merrill , entre otros.

## Obras
- Het inside wallpaper (El papel tapiz interior, 1949, publicado en marzo de 1950), publicado por GA van Oorschot, Ámsterdam; 74 págs.
- Het papel pintado interior y otros poemas (El papel pintado interior y otros poemas, LA Ries, editor, 1952); 185 págs., 15ª edición 1989.
- Verzette Gedichten (Poemas recopilados, 1952), GA van Oorschot, editado por JC Bloem, Jan Greshoff y Adriaan Morriën
- Obra póstuma (Obra inconclusa, 1969); 6ta edición 1988.
- Verzette Gedichten (Poemas recopilados, 1996), publicado por GA van Oorschot, Ámsterdam; 682 págs., segunda edición 2007.

## Traducción
- Un barco de hojas, doce poemas de Hans Lodeizen, seleccionados y traducidos por Geert Lernout. Toronto: Aliquando Press, 1982.